# Сент-Мари (Канталь)
Сент-Мари́ (фр. Sainte-Marie, окс. Sainte Marie) — коммуна во Франции, находится в регионе Овернь. Департамент — Канталь. Входит в состав кантона Пьерфор. Округ коммуны — Сен-Флур.
Код INSEE коммуны — 15198.
Коммуна расположена приблизительно в 450 км к югу от Парижа, в 105 км южнее Клермон-Феррана, в 36 км к востоку от Орийака.

## Население
Население коммуны на 2008 год составляло 112 человек.
| 1962 | 1968 | 1975 | 1982 | 1990 | 1999 | 2008 |
| ---- | ---- | ---- | ---- | ---- | ---- | ---- |
| 156  | 185  | 152  | 133  | 125  | 107  | 112  |

## Экономика

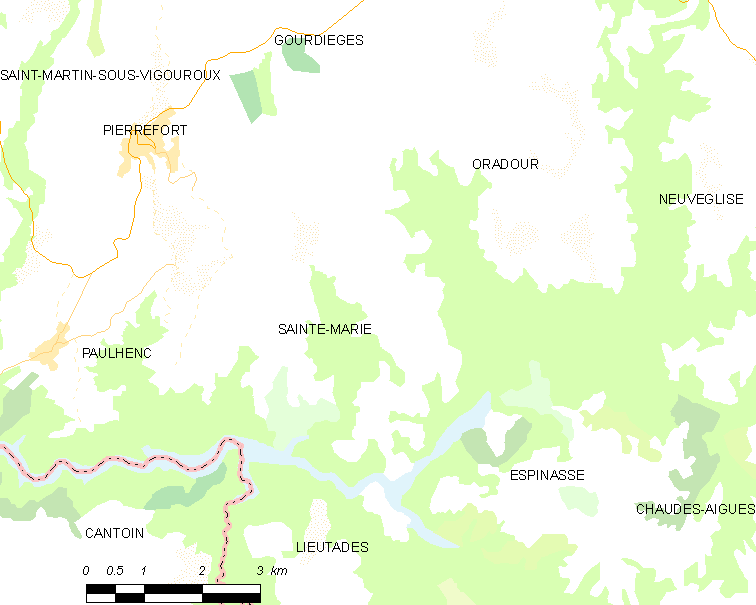
Карта коммуны

В 2007 году среди 67 человек в трудоспособном возрасте (15—64 лет) 46 были экономически активными, 21 — неактивными (показатель активности — 68,7 %, в 1999 году было 61,4 %). Из 46 активных работали 45 человек (29 мужчин и 16 женщин), безработной была 1 женщина. Среди 21 неактивных 1 человек был учеником или студентом, 13 — пенсионерами, 7 были неактивными по другим причинам.

## Достопримечательности
- Церковь Сент-Агат (XII век). Памятник истории с 1996 года[3]
- Мост Требуль (XIV—XV века). Памятник истории с 1927 года[4]